# 윤시원
윤시원은 대한민국의 유튜버이다.

## 학력
- 여산초등학교 (졸업)

## 소속
- 12시10분 엔터테인먼트